# Vinni-Puch i den' zabot
Vinni-Puch i den' zabot (in russo Винни-Пух и день забот?) è un cortometraggio animato sovietico del 1972. Si tratta del terzo e ultimo episodio della serie ispirata al personaggio di Winnie the Pooh dopo Vinni-Puch (1969) e Vinni-Puch idët v gosti (1971).